# Biserica de lemn din Palanca
Biserica de lemn „Acoperământul Maicii Domnului” din Palanca, raionul Călărași este un lăcaș de cult și monument de arhitectură de importanță națională din Republica Moldova.
Lăcașul este ridicat pe un fundament de piatră și are particularități tipologice cu bisericile din Horodiște și Vorniceni, elementele constitutive fiind specifice influenței arhitecturii de zid. În rezultatul unor intervenții din anii '60, șindrila a fost înlocuită cu tablă de zinc. Pereții exteriori ai locașului sunt fățuiți cu scîndură șlefuită. În perioada 2004–09 biserica a fost mutată din cimitir în fața Muzeului „Casa părintească”.